# ترجمه فارسی کلیات قانون ابن سینا
ترجمه فارسی کلیات قانون ابن سینا تنها اثر بر جای مانده از حکیم ملا فتح‌الله بن فخرالدین شیرازی است که خود وی تاریخ اتمام نگارش ترجمه را سال ۱۰۰۲ق ثبت کرده است.

## اهمیت کتاب
اهمیت کتاب القانون فی الطب در حوزه علوم پزشکی بر کسی مخفی نیست و همین اهمیت و جایگاه بالای آن، ملا فتح‌الله شیرازی این حکیم نه چندان نام‌آور را بر آن داشته که دست به ترجمه آن بزند تا هم خدمتی به طالبان علم نموده باشد و هم نام خود را در تاریخ جاودانه سازد. وی در ضمن مقدمه‌ای که در بیان شرافت و ارزش علم - خصوصاً دانش پزشکی - نگاشته، انگیزه اش را از نگارش این اثر چنین بازگو نموده است: اغراض ذخیره خاطر آن بود که از نفائس مسائل این علم آنچه ضرورت باشد مرقوم سازد از این جهت فقیر در این علم سعی تمام می‌نمودم و به قدر احتیاج و سبیل اتفاق مرتکب به عمل این شیوه می‌شدم تا به توفیق الهی موافق مطالب قانون به عبارت فارسی اتمام دادم. ساختار ترجمه همانند ساختار کتاب قانون است و در ترجمه رعایت امانت صورت گرفته است.

## محتوا
مترجم تنها موفق به ترجمه کتاب اول از جلد اول قانون شده است؛ از این رو ناشر کتاب ملتمسانه تقاضا کرده است که بزرگان علم به ترجمه چهار کتاب دیگر قانون همت کنند.
ترجمه فارسی کلیات قانون به جهات عدیده‌ای از جمله انجام ترجمه توسط پزشکی آشنا به عمق مطالب و نیاز جامعه پزشکی-اسلامی به مطالعه عمیق کتاب کلیات قانون که زیر بنای مجلدات بعدی است، اهمیت خاصی دارد.
البته این کتاب را نباید تنها یک ترجمه تحت‌اللفظی صرف دانست، بلکه مؤلف مفاهیم کلی را در قالب الفاظ فارسی مطرح می‌کند و گاه در توضیح و شرح مطالب قانون جملاتی را هم از خود اضافه می‌کند.
یک نکته پیرامون این ترجمه باید متذکر شویم و آن این است که قلم این ترجمه قلمی نسبتاً مغلق است، بنابراین علی‌رغم ترجمه قانون به زبان فارسی، این اثر چندان مورد توجه فارسی زبانان امروز قرار نمی‌گیرد، خصوصاً این که ترجمه قانون به قلم شرفکندی قلمی رسا دارد.

## وضعیت کتاب
این کتاب در سال ۱۳۰۷ ق (۱۸۹۰ م) در مطبعه منشی نولکشور چاپ و منتشر شده است. افست این اثر را مؤسسه مطالعات تاریخ پزشکی، طب اسلامی و مکمل دانشگاه علوم پزشکی ایران با مقدمه‌ای کوتاه پیرامون زندگی ملا فتح‌الله شیرازی و ترجمه قانون او به قلم آقای دکتر محمد مهدی اصفهانی در فروردین منتشر نموده است.